# 梁玉棠
梁玉棠（Leung Yuk Tong，1899–1978），又名梁玉堂，已故香港足球運動員，前中華民國隊長，曾參加第二至第七屆遠東運動會，其中第五至第七屆擔任隊長。

## 生平
梁玉棠出生於香港，畢業於聖保羅書院，在香港乙組足球聯賽球隊孔聖會展開球員生涯，初時曾擔任門將，後來改踢右中場。
於1916年5月加盟重組的南華，到了1920年，接替病重的張榮漢，擔任南華隊長，於1923-24年度率領球隊歷史性首次贏得香港甲組足球聯賽冠軍。
1926年7月，南華發生「聯愛團」事件宣告分裂，大部分主力出走，另起爐灶成立中華體育會。梁玉棠應李惠堂邀請，前往上海加盟樂華，1927年2月 才返港投效中華，帶領球隊連奪三屆香港甲組足球聯賽冠軍，直至1933年離隊。
梁玉棠退役後仍熱心本港足球事務，於1948年與李惠堂等人一同組織香港華人足球裁判會，他曾經先後擔任過司庫、執委、副主席等職務，1978年去世。

## 國際賽
梁玉棠於1915年首次入選中華民國代表隊，參加第二屆遠東運動會，便成為球隊正選右中場。
1921年「遠東球王」唐福祥前往美國留學，梁玉棠接任中華民國隊長職位，由於表現出色，被認為是唐福祥理想接班人，因而獲得「二世球王」美譽。
1923年，首度入選香港隊，出戰對上海的埠際賽，這是香港隊首度有華人入選。
直至1927年，由於以隊長身份帶領南華與中華聯軍訪問澳洲，因此錯過了第八屆遠東運動會，國腳生涯並且就此告終。

## 相關文獻
- 香港足球總會百周年球星選舉紀念特刊
- 《簡明香港足球史》，三聯書店，賴文輝著，2018，ISBN=978-962-04430-8-4

## 外部連結
- 香港中華業餘體育協會 （页面存档备份，存于）